# Исмаил Рагиб-паша
Исмаил ибн Ахмад ибн Хассан бани Яни известный, как Исмаил Рагиб-паша (араб. إسماعيل راغب باشا‎;
18 августа 1819, остров Хиос — 1884, Египетский хедиват) — османский государственный и военный деятель. Премьер-министр Египта (1882).

## Биография
Грек по происхождению. Во время Хиосской резни был похищен турками, привезен в Египет и в 1830 году продан в рабство Ибрагиму-паше. Обращён в ислам и воспитан в традициях девширме.
Учился в аль-Мактабе аль-Амири, в 1834 году получил высшее образование. Свободно владел арабским и греческим языками.
Мухаммедом Али-пашой возведен в ранг первого лейтенанта. В 1836 году был назначен руководителем Учетно-налоговых органов. В 1840 году был повышен до ранга бикбаши (bikbashi — подполковника), затем в 1844 году — каймакама (kaymakam — полковника) и, наконец, в 1846 году — амиралая (amiralay — бригадный генерал).
Занимал ряд высоких правительственных должностей в Египетском хедивате Османской империи.
Министр финансов (1858—1860), затем, военный министр (1860—1861). В 1862 году стал инспектором приморских провинций, в 1863—1865 годах — советник-помощник (араб.: باشمعاون) правителя Египта Исмаил-паши. Ему было присвоено звание бейлербея.
В 1866—1867 годах — председатель палаты депутатов парламента Египта. В 1867 году занимал пост министра внутренних дел.
В 1868 году назначен председателем Тайного совета. В 1875 году занимал кресло министра сельского хозяйства и торговли.
В 1879 году вновь был министром финансов.
С 17 июня по 21 августа 1882 года — Премьер-министр Египта. Единственный премьер, представивший программу конкретных действий. Инициировал модернизацию государственного бюджета посредством инвентаризации доходов и расходов, введением Закона о зарплатах, а также нескольких сельскохозяйственных законов. Во время правления Рагиб-паши произошла Англо-египетская война (1882).